# 머피의 법칙

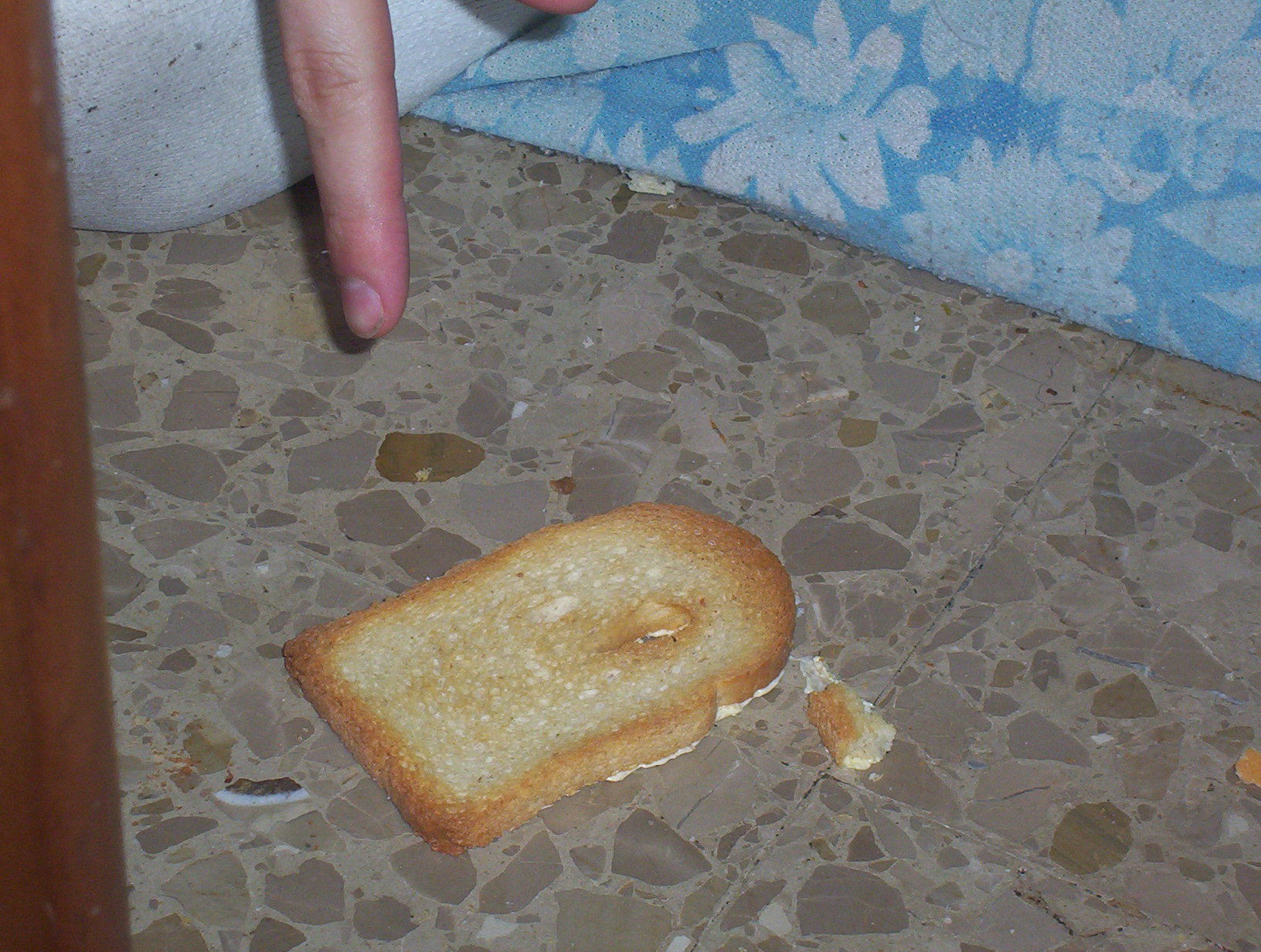

머피의 법칙(영어: Murphy's law)은 어떤 일이 잘못되어 가는 상황에 대해 이야기할 때 서양에서 흔히 사용되는 말이다. 즉, 하려는 일이 항상 원하지 않는 방향으로만 진행되는 현상을 이르는 말이다. 머피의 법칙에 따르면, “어떤 일을 하는 데에 둘 이상의 방법이 있고 그것들 중 하나가 나쁜 결과(disaster)를 불러온다면 누군가가 꼭 그 방법을 사용한다. 자기가 원하는 것과 반대로 꼬여가는 것이다.” 1949년 미국 공군에서, 인간이 중력에 얼마나 견딜 수 있는지에 대한 실험을 할 때 대위로 있었던 에드워드 머피(Edward A. Murphy)의 이름을 따서 지어진 이름이다.

## 샐리의 법칙
샐리의 법칙(Sally's law)은 계속해서 자신이 바라던 대로 일이 일어남을 뜻하는 용어이다. 머피의 법칙(Murphy's law)과는 반대되는 경우이다. 샐리의 법칙의 샐리는 1989년에 제작된 미국영화 《해리가 샐리를 만났을 때》(When Harry Met Sally)'에서 유래하였다. 순조롭게 된다는 의미이다.

## 같이 보기
- 핸런의 면도날
- 마일로 머피의 법칙
- 염세주의
- 사전예방원칙